# Île Rouzic
L'île Rouzic (Riouzig en breton) est l'île la plus à l'est de l'archipel des Sept-Îles dépendant de la commune de Perros-Guirec dans les Côtes-d'Armor, en Bretagne. Il s'agit d'un sanctuaire pour les oiseaux marins.

## Présentation

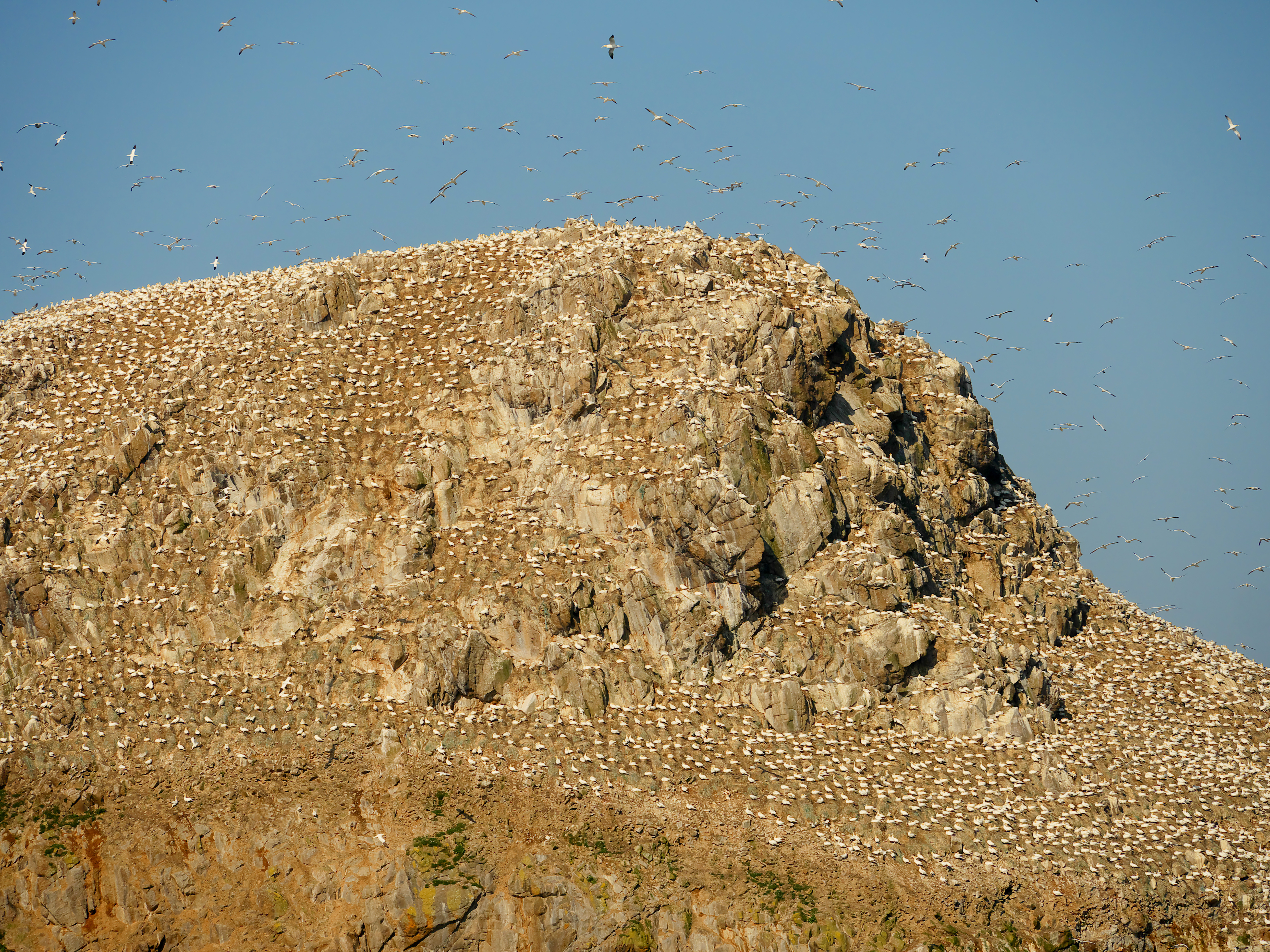
Plusieurs centaines de fous de Bassan, qui nichent en colonies denses sur les falaises.

Pendant la période de reproduction l'île accueille chaque année plus de 20 000 couples de fous de Bassan, sur sa partie « nord », à l’opposée du continent et de l’activité humaine. Cette colonie est en constante augmentation. L'île Rouzic est le point le plus méridional d'accueil pour une colonie de fous de Bassan, et leur unique point de nidification en France ainsi que pour la quasi-totalité des macareux moine, puffins des Anglais, pingouins torda ...
Le débarquement y est interdit. Cependant, des caméras vidéo y sont installées et les images peuvent être vues en direct depuis la station de la Ligue pour la protection des oiseaux (LPO) à l'Île-Grande.

## Réserve naturelle
En 1910, la Compagnie des chemins de fer de l'Ouest organise des excursions de chasse aux calculos, dont l'objet est de tirer sur les macareux moines, qui colonisent les Sept-Îles, afin d'exposer leurs becs comme trophées de chasse rapportés de ces  safaris. En deux ans, leur nombre passe ainsi de 20 000 à 2 000 oiseaux. Une poignée de défenseurs de la nature s'en émeut et obtient que la chasse des oiseaux soit officiellement interdite sur l'archipel. La première réserve ornithologique privée est créée en 1912 sous l'appellation de Site naturel protégé. La même année à la suite de cette affaire, la Ligue pour la protection des oiseaux est créée. Elle est classée réserve naturelle nationale depuis 1976.